# Laminacauda sublimis
Laminacauda sublimis é uma espécie de aranhas araneomorfas da família Linyphiidae encontrada na Peru. Esta espécie foi descrita pela primeira vez em 1991, pelo biólogo Millidge.